# دانيل ادلونج
دانيل ادلونج (بالألمانية: Daniel Adlung)‏ (1 أكتوبر 1987 فورث ألمانيا - ) هو لاعب كرة قدم ألماني، يلعب كلاعب وسط.

## وصلات خارجية
دانيل ادلونج على موقع قاعدة بيانات كرة القدم.إي يو (الإنجليزية)
- دانيل ادلونج على موقع بيانات كرة القدم. دي إي (الألمانية)
- دانيل ادلونج على موقع Soccerway.com (الإنجليزية)
- دانيل ادلونج على موقع عالم كرة القدم.نت (الإنجليزية)